# Psychophora sabini
Psychophora sabini là một loài bướm đêm thuộc họ Geometridae. Nó được tìm thấy ở Bắc Âu, châu Á và miền bắc Bắc Mỹ, bao gồm Greenland. The habitat consists of rocky heath, mostly above 1,000 mét above sealevel.
Sải cánh dài 22–29 mm. Con trưởng thành bay vào tháng 7. Chúng hút mật hoa of various flowers, but mainly Silene acaulis.
Ấu trùng ăn Vaccinium myrtillus. Ấu trùng có thể tìm thấy từ tháng 8 đến tháng 6. Loài này qua đông dưới dạng ấu trùng.

## Phụ loài
- Psychophora sabini sabini (North America)
- Psychophora sabini frigidaria (Guenee, 1858)
- Psychophora sabini polaris Hulst, 1903